# Bilohiria (huyện)
Huyện Bilohiria (tiếng Ukraina: Білогірський район, chuyển tự: Bilohirias’kyi raion) là một huyện của tỉnh Khmelnytskyi thuộc Ukraina. Huyện Bilohiria có diện tích 776 kilômét vuông, dân số theo điều tra dân số ngày 5 tháng 12 năm 2001 là 31655 người với mật độ 41 người/km2. Trung tâm huyện nằm ở Bilohiria.